# Verwaltungsgemeinschaft Seeg
Die Verwaltungsgemeinschaft Seeg im schwäbischen Landkreis Ostallgäu besteht seit der Gemeindegebietsreform am 1. Mai 1978. Ihr gehören als Mitgliedsgemeinden an:
1. Eisenberg, 1237 Einwohner, 13,58 km²
2. Hopferau, 1268 Einwohner, 13,15 km²
3. Lengenwang, 1531 Einwohner, 19,61 km²
4. Rückholz, 996 Einwohner, 17,22 km²
5. Seeg, 3103 Einwohner, 50,04 km²
6. Wald, 1173 Einwohner, 17,94 km²

Sitz der Verwaltungsgemeinschaft ist Seeg.